# Mariä-Verkündigungs-Kirche (Crngrob)
Koordinaten: 46° 11′ 52,8″ N, 14° 18′ 21,6″ O
Die Kirche Mariä Verkündigung ist eine Wallfahrtskirche und Filialkirche in der Pfarrei Stara Loka (deutsch: Altenlack), einem Stadtteil von Škofja Loka (deutsch: Bischoflack) in Slowenien.

## Lage
Die Kirche befindet sich im Dorf Crngrob (deutsch: Ehrengruben am Moosbach), welches zur Stadt Škofja Loka gehört, auf einer 425 m hohen Anhöhe über dem Dorf, oberhalb von Sorško polje. Die Kirche ist Teil des Hemma-Pilgerwegs, der an der Poljanska Sora (deutsch: Pöllander Zaier) entlang über Skofja Loka und Crngrob nach Österreich führt.

## Geschichte

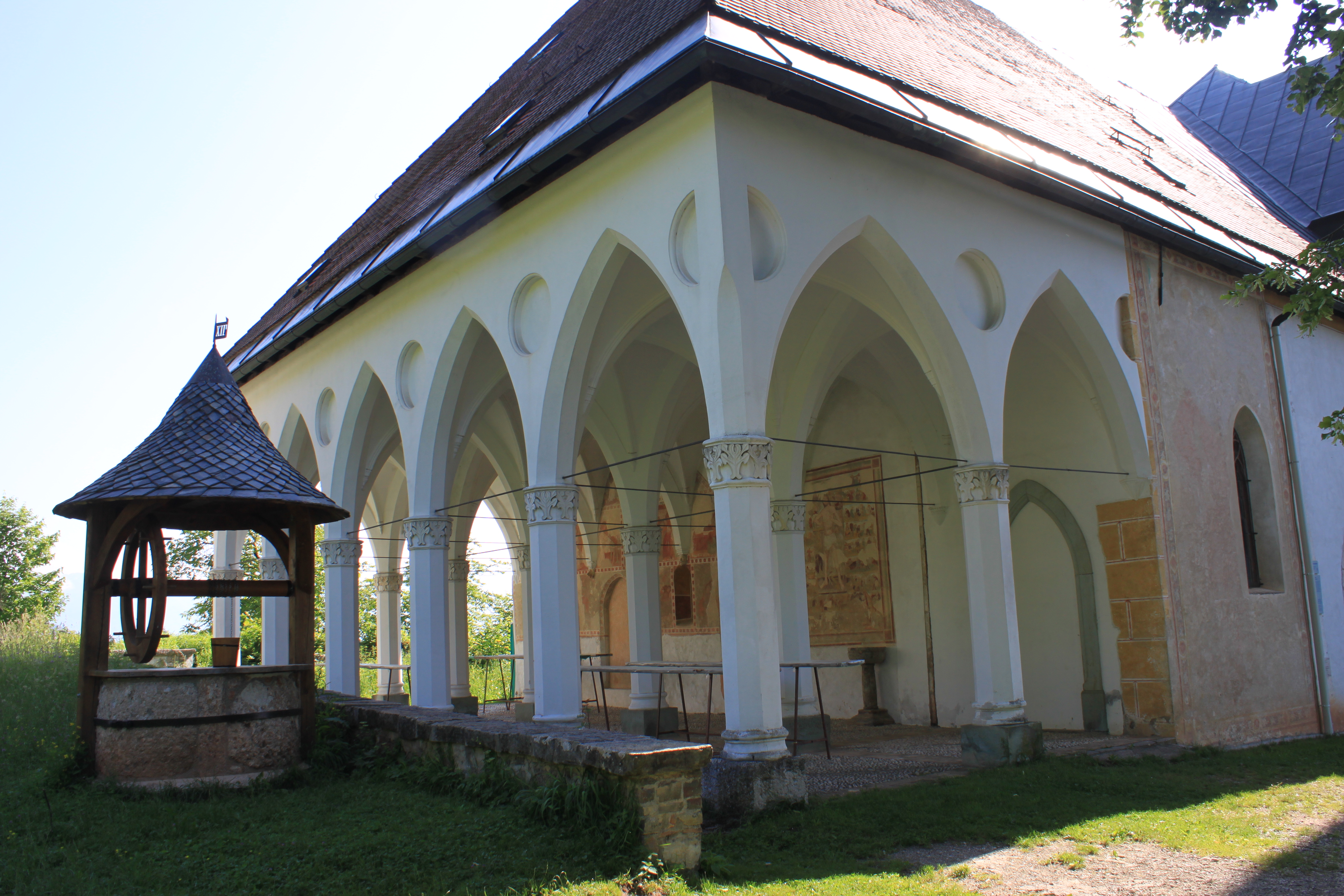
Der neogotische Vorbau von Molinaro.

Eine erste kleine Kirche entstand wahrscheinlich um das Jahr 1250. Wie aus den ältesten Wandmalereien hervorgeht, handelte es sich um einen romanischen Bau mit halbrunder Apsis. Von diesem Bau sind nur noch die Nordwand und Teile der nordöstlichen Ecke vorhanden.
1410 wurde die Kirche um ein Seitenschiff auf sieben Meter Breite erweitert und das bei nur acht Metern Länge, so dass sich ein fast quadratischer Innenraum ergab. Der Glockenturm wurde an der Südseite angebracht. 1425 wird die Kirche erstmals als Wallfahrtsort erwähnt; es kann jedoch davon ausgegangen werden, dass die Wallfahrten schon früher einsetzten.
Auf Grund des großen Pilgerstroms entschloss man sich, die Kirche Richtung Süden zu erweitern. Der Glockenturm wurde abgerissen und der Innenraum in drei gleich große Schiffe geteilt, die mit flachen Holzdecken abgeschlossen wurden. Bis 1453 wurden auf Grund eines Gelübdes die Holzdecken durch gotische Kreuzrippengewölbe ersetzt.
1520 bis 1524 wurde die Kirche unter Meister Georg von Bischoflack (slowenisch: Mojster Jurko iz Loke) noch einmal umgebaut: Es entstand ein neues Presbyterium für alle drei Kirchenschiffe, das ohne Säulen auskommt und nur von sechs Streben gestützt wird. An der Südseite wurde ein neuer Kirchturm errichtet, dessen Vollendung 1530 Georg von Bischoflack jedoch nicht mehr erlebte.
Da man mit den Proportionen des massigen Kirchturms im Verhältnis zum Kirchenschiff unzufrieden war, wurde der Turm zweimal, 1551 und 1566, jeweils um zwei Stockwerke auf insgesamt 62 m erhöht.
1858 erfolgte die letzte bauliche Veränderung: Unter dem Architekten Giovanni Battista Molinaro (slowenisch: Janez Krstnik Molinaro) wurde eine Vorkirche mit Arkaden im neugotischen Stil errichtet.

## Architektur
Das Bauwerk ist eine von der Gotik geprägte Hallenkirche mit drei gleich hohen und breiten Kirchenschiffen. Durch das Presbyterium, das sich über alle drei Schiffe erstreckt, wird der Hallencharakter nochmals betont; ein wichtiger Aspekt für die Aufnahme der zahlreichen Pilger. Beachtenswert ist der Schlussstein im Altarbogen, der das Wappen des Hochstifts Freising zeigt, zu dessen Gebiet die Gegend um Bischoflack bis 1803 gehörte.
Vom romanischen Vorgängerbau sind nur wenige Teile der nördlichen Außenmauer sowie ein Teil der nordwestlichen Ecke vorhanden. Der Glockenturm trägt seit 1661 eine barocke Zwiebelhaube.
Die Eingangshalle mit den Arkaden wurde im neogotischen Stil errichtet.

## Ausstattung

### Wandmalereien

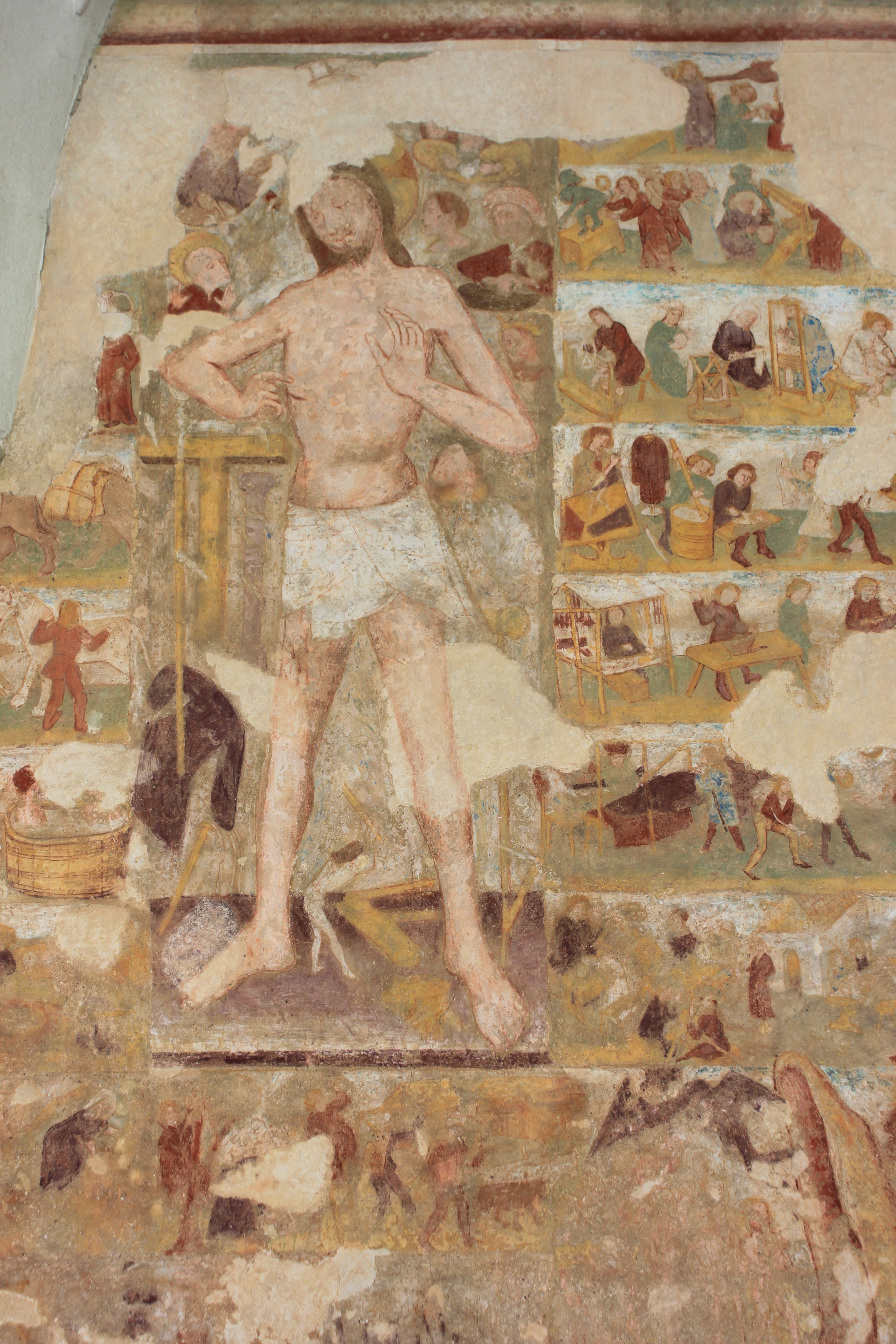
Fresko „Der Heilige Sonntag“.

Die Kirche ist für ihre mittelalterlichen Malereien bekannt. Die ältesten Gemälde stammen aus dem Ende des 13. Jahrhunderts, zu ihnen zählt der
- Marienzyklus aus der Zeit von 1300 bis 1320 von einem unbekannten Künstler. Es handelt sich dabei um eine der ältesten Fresken Sloweniens.

- die Fresken an den Außenwänden im Westen sind die zweitältesten der Kirche. Im Stil lehnen sie sich eng an die Friauler Schule und an Giotto an. Sie wurden um 1370 bis 1380 von dem unbekannten Meister aus Ehrengrub (slowenisch: Mojster Crngrobske) geschaffen.

- am berühmtesten ist das leider schlecht erhaltene Fresko aus dem Jahre 1450 Der Heilige Sonntag (slowenisch: Sveta Nedelja) des Johannes von Laibach (slowenisch: Janez Ljubljanski). Es zeigt, um einen Christus am Kreuz herum angeordnet, 47 Arbeiten, die am Sonntag nicht verrichtet werden sollten (zum Beispiel baden).

- 1453 wurde die Kirche innen von dem unbekannten „Meister Wolfgangus“ (slowenisch: Mojstra Bolfgangus) neu ausgeschmückt. Die Darstellungen von der Geburt Jesu und die Reihung der Heiligen gehört zu den schönsten mittelalterlichen Fresken in Slowenien. Kopien dieser Fresken hängen in der Slowenischen Nationalgalerie in Ljubljana.

- 1464 entstand das große Christophorus-Fresko im südlichen Seitenschiff; der Künstler ist unbekannt.

- 1644 wurde mit dem jüngsten Fresko in der Kirche das Vestibül des Chors ausgeschmückt.

- Um 1850 entstand das Christophorus-Fresko an der Westseite des Glockenturms, gemalt von Johannes Gosar von Krainburg (slowenisch: Janez Gosar iz Kranj).

### Innenausstattung

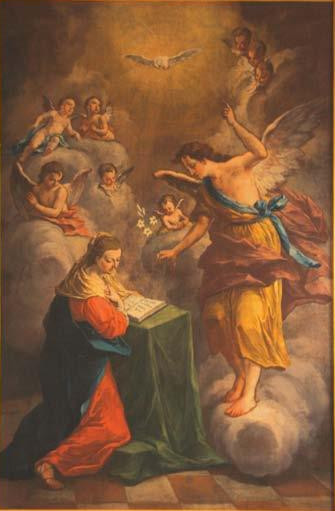
Mariä Verkündigung; Bild des Hochaltars von Leopold Layer

Der barocke Hauptaltar im Mittelschiff ist der Gottesmutter Maria geweiht. Es handelt sich um den größten Hauptaltar in Slowenien; geschaffen wurde er 1652 von dem Bildhauer Jurij Skarnos aus Ljubljana. Er ist zehn Meter hoch und enthält fast hundert Figuren. Vergoldet wurde er von Jakob Jamšek aus Škofja Loka. Das Hauptgemälde „Mariä Verkündigung“, Öl auf Leinwand, aus dem Jahre 1796 stammt von dem Krainburger Maler Leopold Layer.
Die beiden Seitenaltäre sind der Heiligen Ursula von Köln (slowenisch: Sveta Uršula) und der Heiligen Agnes von Rom (slowenisch: Sveta Neža) gewidmet.
Daneben befinden sich in der Kirche noch sechs weitere Seitenaltäre, die sogenannten „Goldenen Altäre“ (slowenisch: zlatih oltarjev). Zwei dieser Altäre wurden von Hilarion von Göttingen geschaffen, ebenso die Kanzel; bei den anderen ist der Künstler unbekannt. Der schönste und künstlerisch anspruchsvollste Nebenaltar ist der für den Heiligen Martin aus dem Jahre 1680. Die anderen Altäre sind dem Heiligen Achatius von Byzanz (slowenisch: Sveta Ahaca) und der Heiligen Lucia von Syrakus (slowenisch: Sveta Lucija) geweiht.
Die schmiedeeisernen Ziergitter stammen von Gregor Jesenko, einem Meister aus Škofja Loka.
Die barocke Orgel wurde 1743 eingebaut und stammt von Johannes Franz Janečka (auch Janečeck).

### Gnadenbild
Bei dem Gnadenbild, dem eigentlichen Ziel der Wallfahrt, handelt es sich um eine kleine gotische Statue der Gottesmutter Maria. In der linken trägt sie das Jesukind, in der rechten hält sie ein Zepter. Die Statue stammt aus dem frühen 17. Jahrhundert. Sie befindet sich über dem Tabernakel. Die gotische Vorgängerfigur ging verloren.

### Rippe des Heidenmädchens
Über den Sankt Martinsaltar hängt seit ungefähr 1453 die Rippe eines Wales (fälschlich auch als Mammutrippe bezeichnet). Sie gehörte der Legende nach dem Riesenmädchen von Crngrob (slowenisch: Ajdovska deklica iz Crngroba). Siehe auch unter Legenden und Sagen.

## Geläut
Das Geläut im Kirchturm besteht aus vier Glocken. Die älteste und größte Glocke wurde 1807 in der Laibacher Glockengießerei von Vincent Samass gegossen. Die drei kleineren entstanden 1861 unter seinem Nachfolger Anton Samass. Die Schlagtöne sind h° - dis' - fis' - h'.

## Legenden und Sagen

### Das Heidenmädchen
Das Heidenmädchen (slowenisch: ajdovska deklica) war eine Riesin, die damals in den Wäldern um Bischoflack lebte. Von der Frömmigkeit der Bewohner angetan, half sie beim Bau der Kirche mit und schleppte die schwersten und größten Steine auf den Hügel. Ihre Hände waren so groß, dass sie damit Wasser aus der Save schöpfen konnte und den Durst der Arbeiter so stillte. Sie arbeitete auch im Winter Tag und Nacht, so dass sie sich erkältete und starb. Ihr zu Ehren wurde eine ihrer Rippen in die Kirche gehängt, als Vorbild für alle Christenmenschen, sich für den Glauben einzusetzen. Der Volksmund sagt, dass jedes Jahr Blutstropfen von der Rippe fallen. Fällt kein Tropfen mehr, dann naht der Tag des Jüngsten Gerichts.

### Der höchste Kirchturm
(slowenisch: najvišji stolp cerkve) Der Pfarrer von Bischoflack lag im Streit mit dem Baumeister des Kirchturms von Mariä Verkündigung. Der Turm seiner neuen Kirche dürfe nicht höher sein als sein Kirchturm in Bischoflack. Als der Baumeister trotzdem weiter an einer Erhöhung seines Glockenturms arbeitete, ließ der Pfarrer den Weg versperren und verbot, Steine und Holz an den Baumeister zu verkaufen und den Handwerkern dort zu arbeiten. In seiner Not versprach der Baumeister dem Teufel seine Seele, falls er ihm helfe, den Turmbau zu beenden. Als der Turm fertig und höher als alle Türme in Bischoflack war, stieg der Baumeister auf dem Turm und betrachtete sein Werk. Da kam auf einmal ein Windstoß auf, der den Baumeister vom Turm wehte und zu Boden stieß. An der Stelle, an der der Baumeister aufkam, war ein Loch in der Erde und das Gras schwarz verbrannt: Der Teufel hatte seine Seele mitgenommen. Deshalb wurde dieser Ort dann Crngrob genannt, was so viel wie „schwarze Grube“ bedeutet.

## Fotogalerie

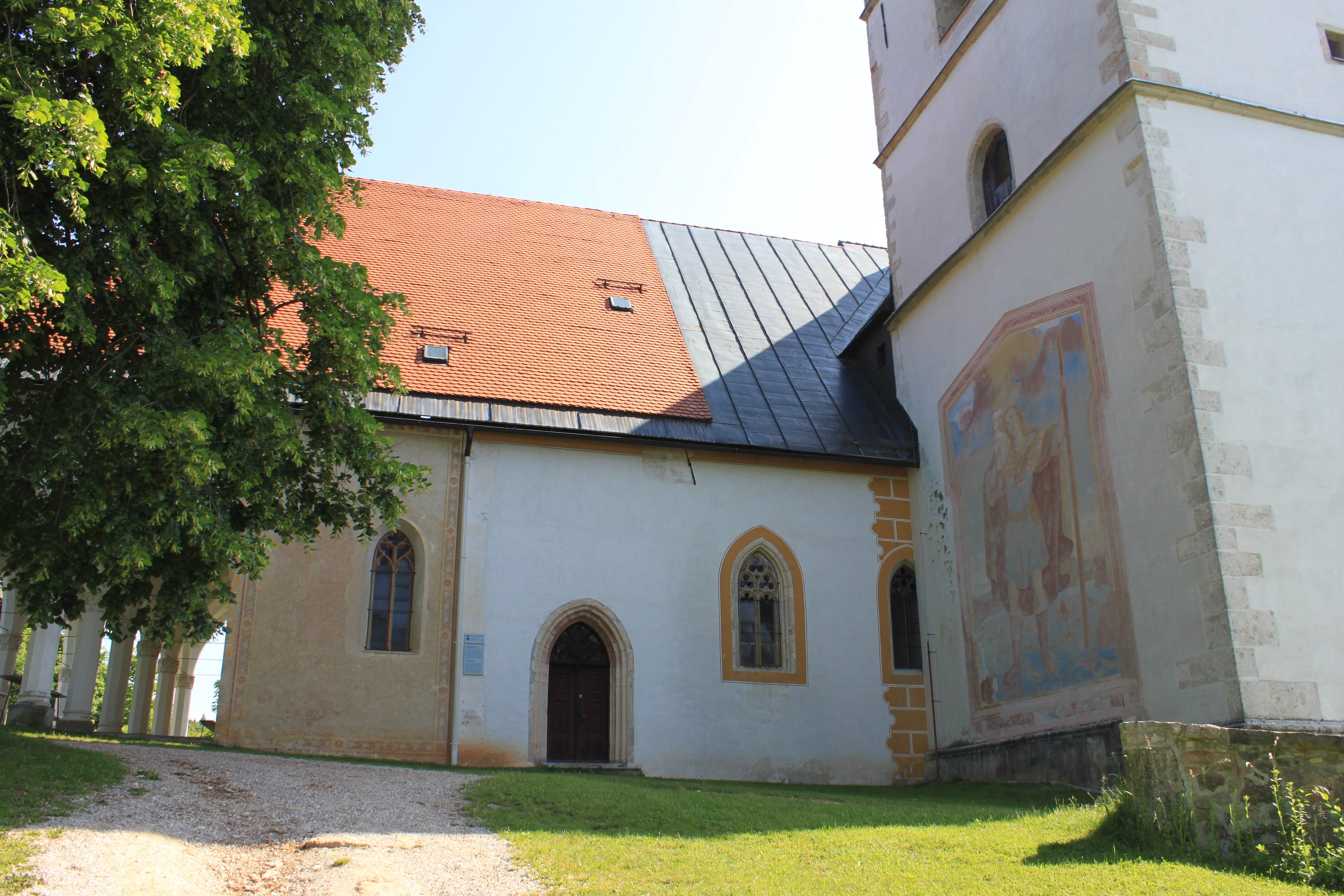
Ansicht von Westen mit Christophorus-Fresko
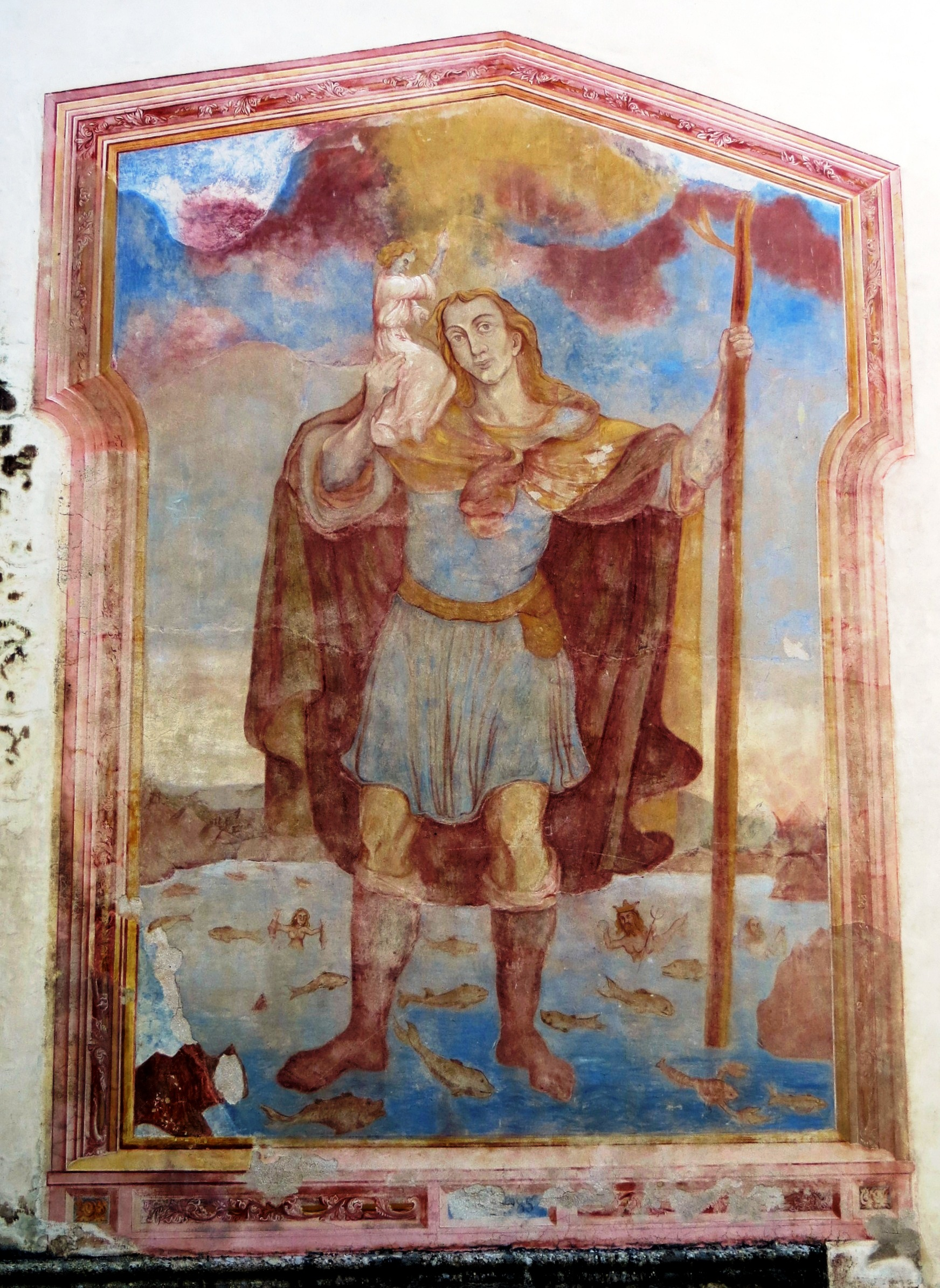
Christophorus-Fresko von 1850 am Kirchturm
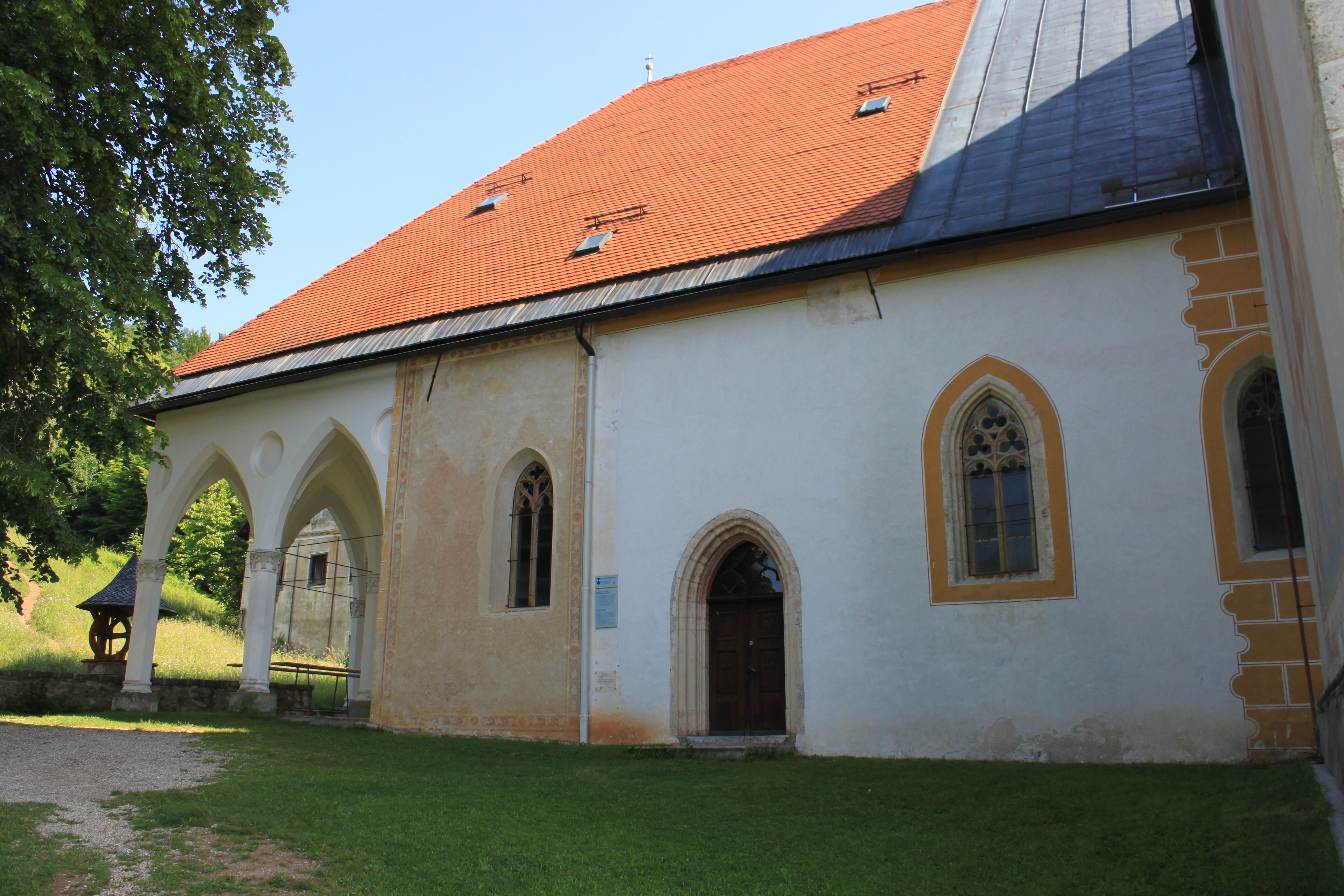
Westseite der Kirche
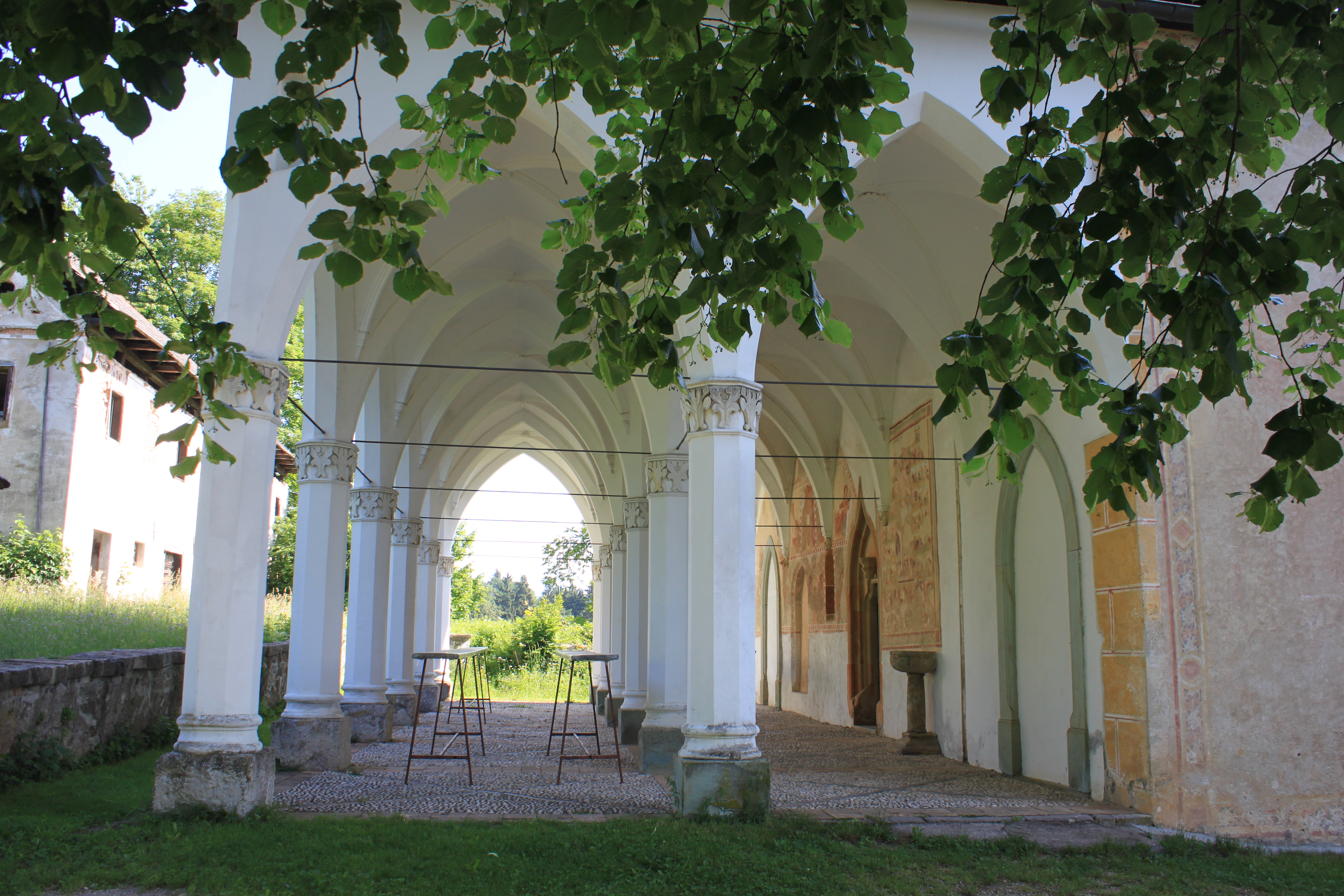
Neugotische Vorhalle von 1858
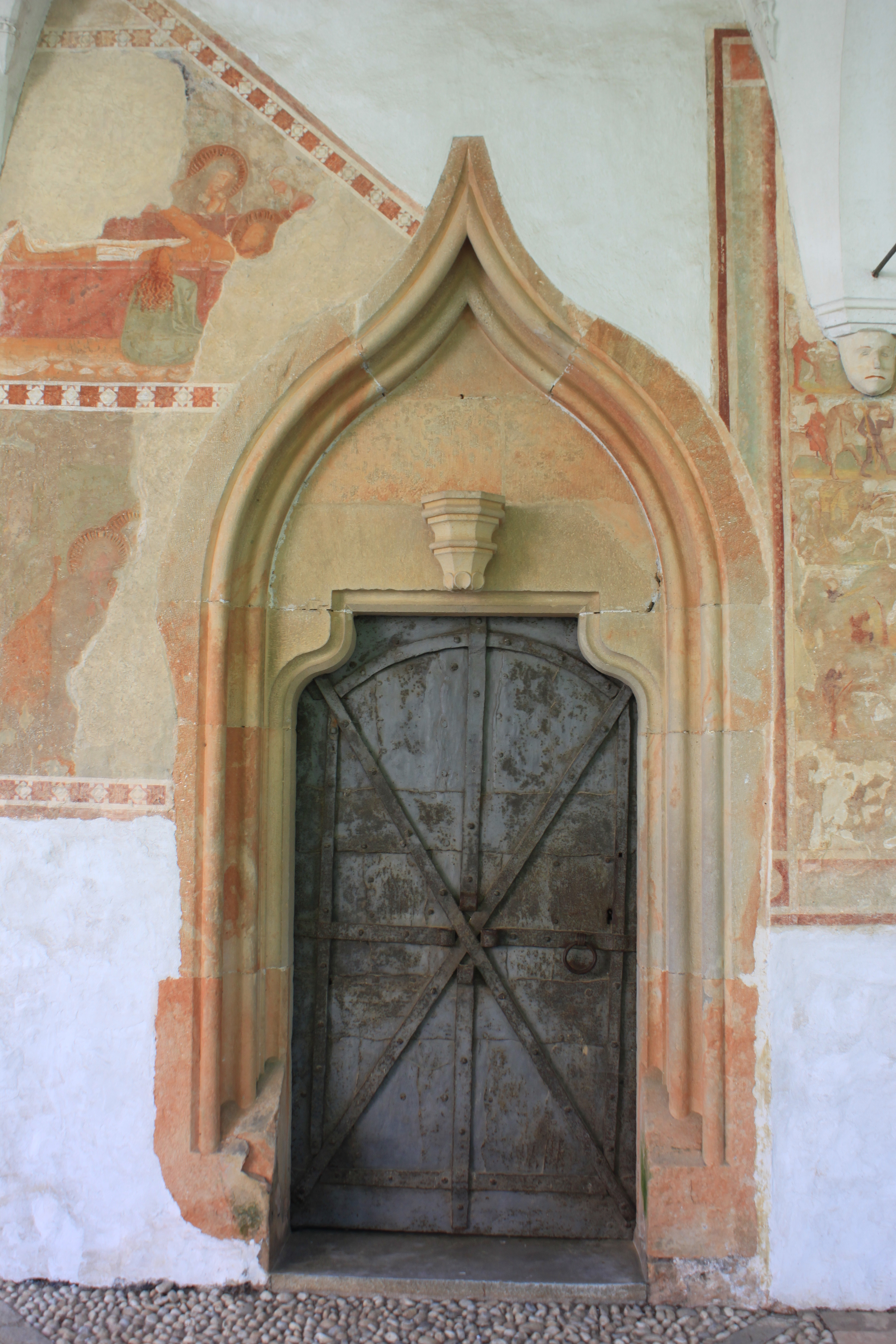
Gotischer Seiteneingang
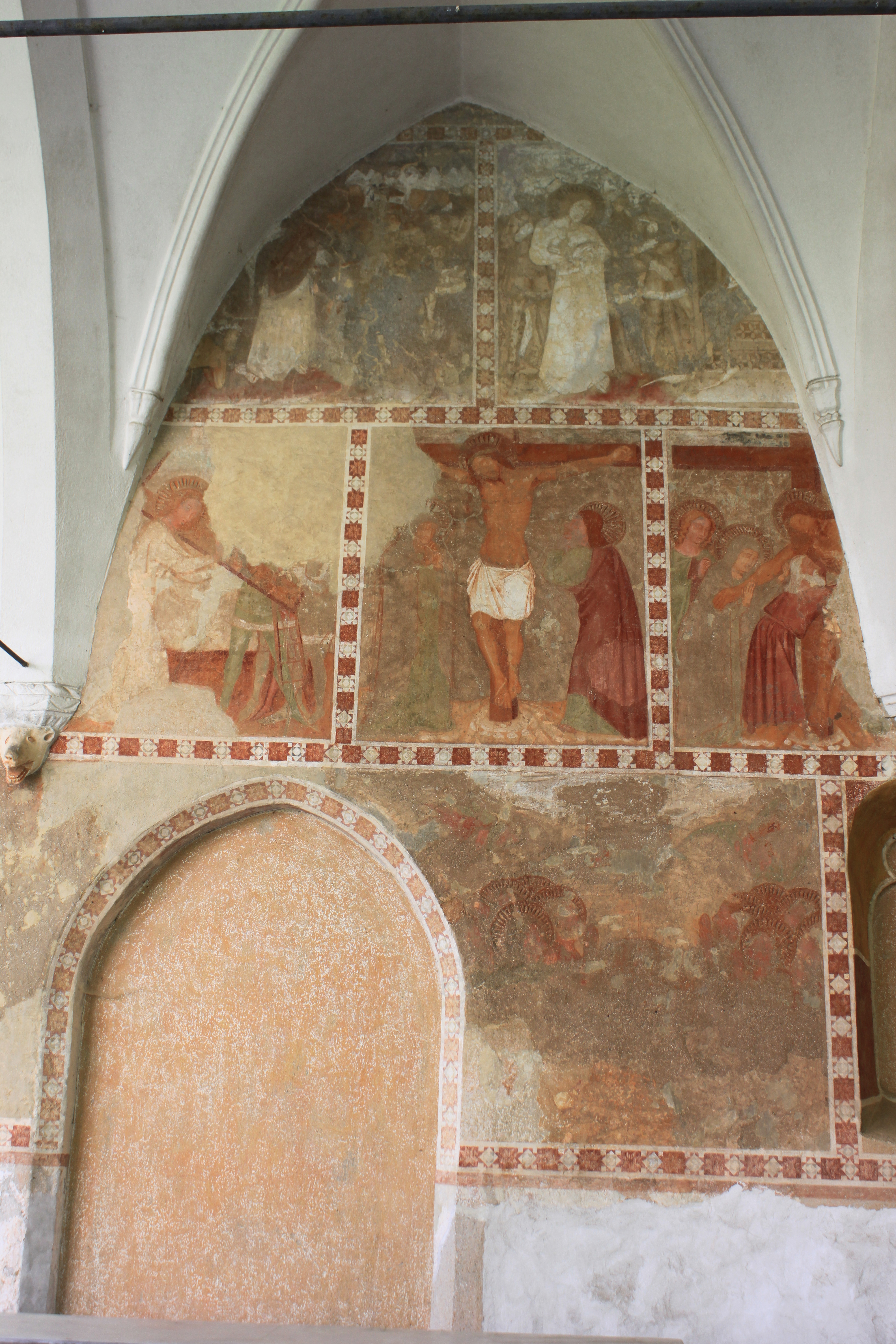
Fresken des „Meisters aus Ehrengrub“, entstanden 1370 – 1380; „Die Leiden Christi“
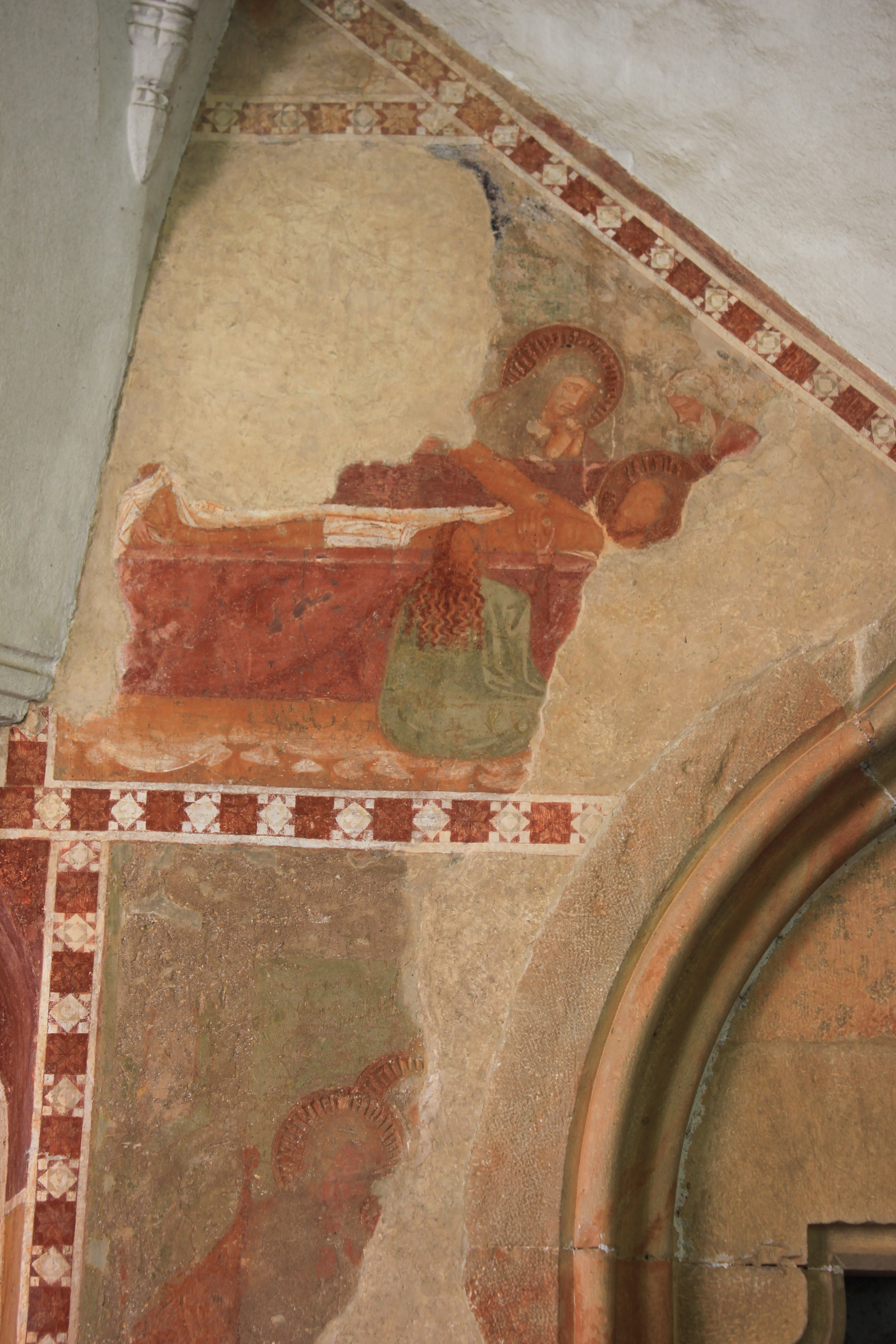
Freskenzyklus des „Meisters aus Ehrengrub“
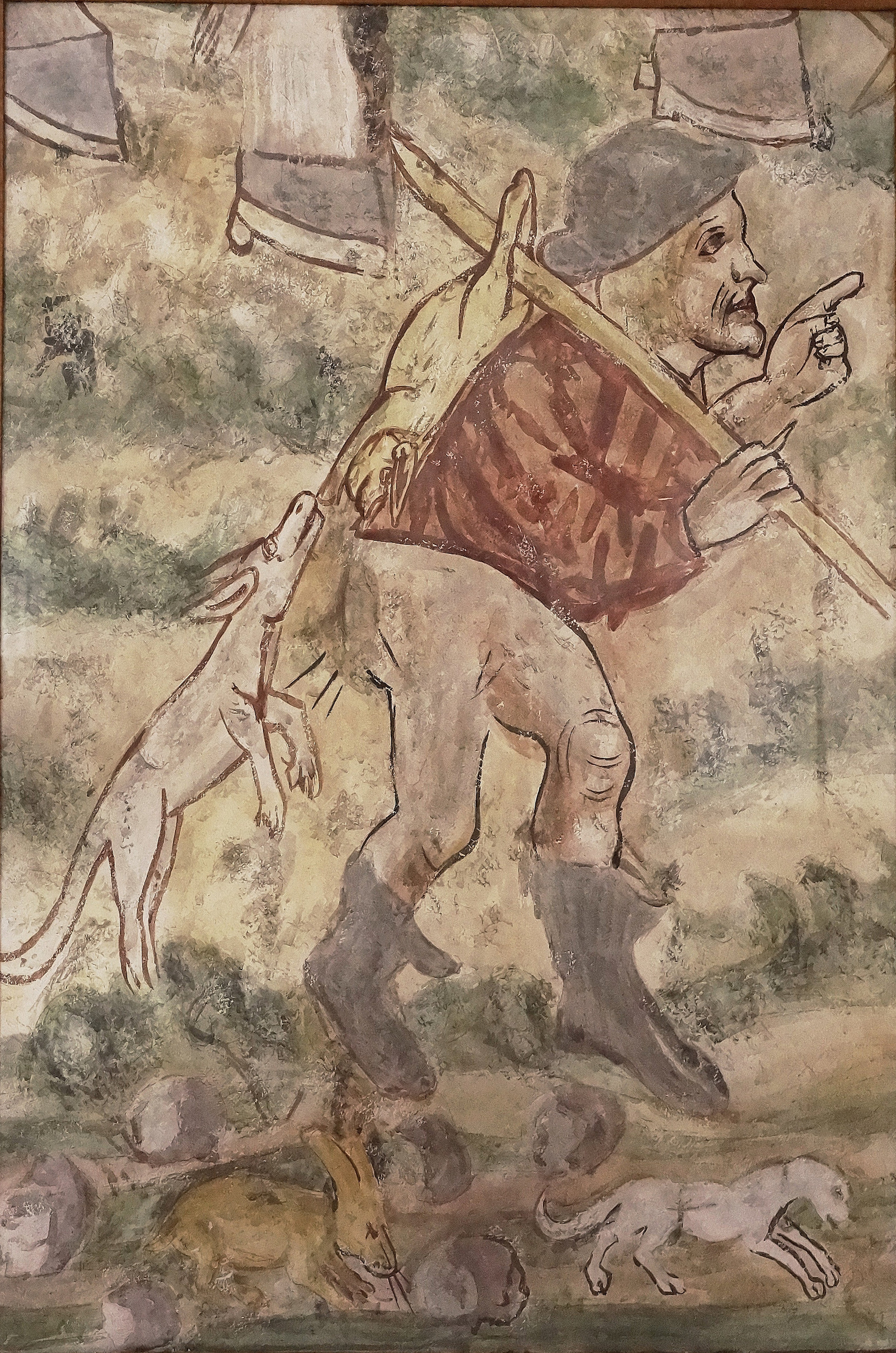
Ausschnitt aus dem Fresko „Heiliger Sonntag: die Jagd“
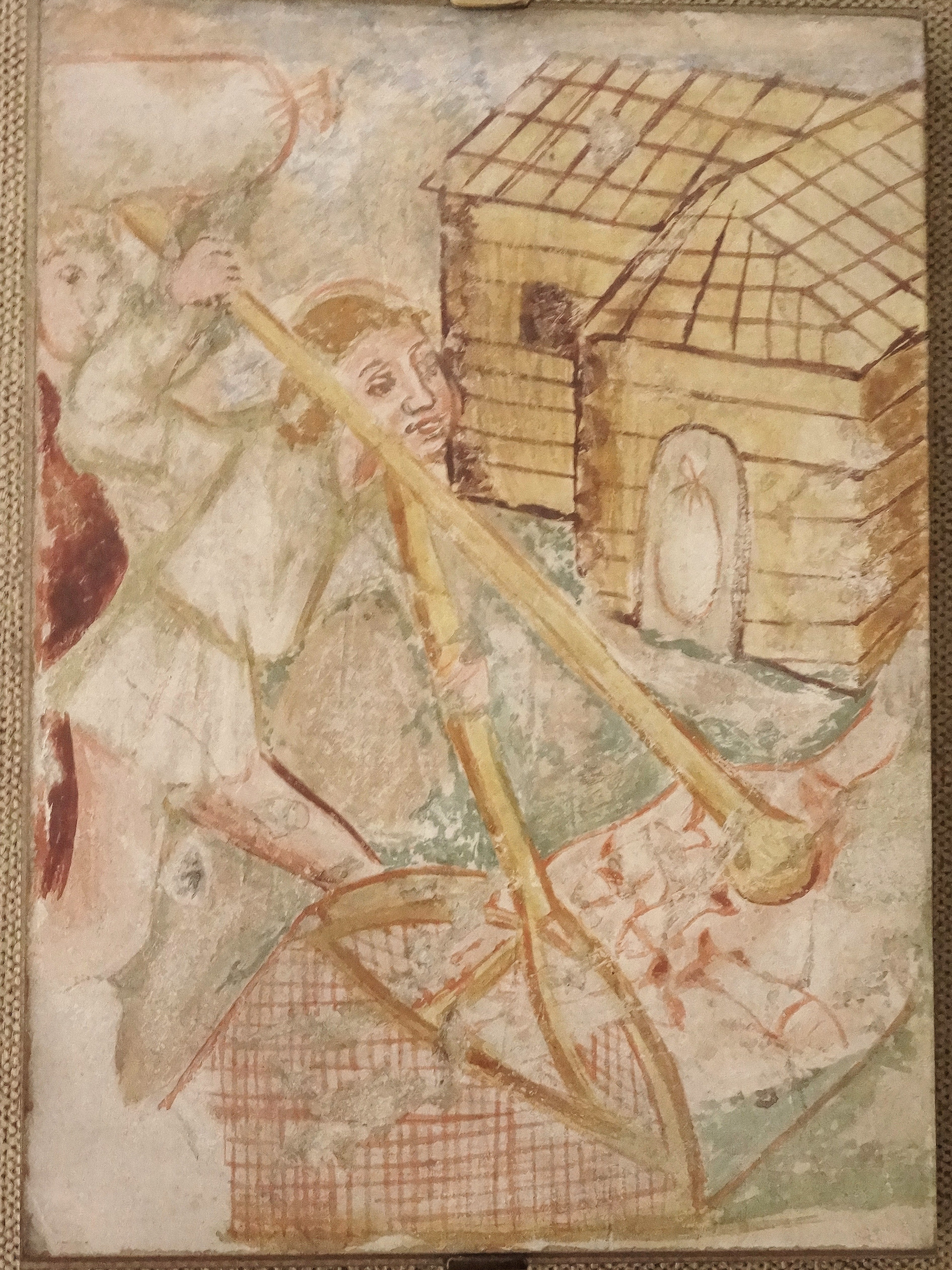
Ausschnitt aus dem Fresko „Heiliger Sonntag: das Fischen“